# Xã Layton, Quận Pottawattamie, Iowa
Xã Layton (tiếng Anh: Layton Township) là một xã thuộc quận Pottawattamie, tiểu bang Iowa, Hoa Kỳ. Năm 2010, dân số của xã này là 948 người.